# Ambrosius Stub

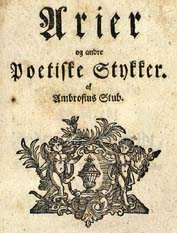
Ambrosius Stub.

Ambrosius Stub (Gummerup, Fionia, 1705-Ribe, 1758) fue un poeta danés.

## Biografía
Nace en la localidad de Gummerup en Fionia, pero la fecha exacta de su nacimiento es desconocida. Fue bautizado el 17 de mayo de 1705 en Verninge. Era el hijo de un sastre y pudo estudiar en la escuela latina de Odense gracias a la generosidad de un noble cliente del padre. En 1725 inicia sus estudios de teología en la Universidad de Copenhague. En Copenhague desarrolla un interés por la ópera y la música interesándose por las giras de las compañías de teatro de Italia y Alemania. Mientras tanto trabajaba siendo poeta y secretario de diferentes familias nobles. Tras diez años de estudio, en 1734 retorna a casa sin haber conseguido ningún título universitario.
En su pueblo conoce a Mette Cathrine Schousboe. La pareja se traslada a vivir a la granja que Mette había heredado y que no había podido manejar bastante bien. Al no poder manejaría bien el valor de la propiedad disminuyó y las condiciones de vida del matrimonio comenzaron a empeorar. De los cuatro hijos del matrimonio sólo dos sobrevivieron a la niñez. En 1747 Mette fallece a la edad de treinta y un años.
Cinco años después del fallecimiento de su esposa se traslada a Ribe en dónde conoce al obispo Hans Adolph Brorson. Empieza a sufrir de gota y alcoholismo pasando sus últimos años hasta su fallecimiento en Ribe trabajando de profesor. 

## Obra
Su obra comienza a los veintitrés años con la creación de sus primeros poemas mientras era estudiante, pero solo seis de sus obras fueron publicadas durante su vida hasta 1752. La primera colección de sus obras fue publicada de manera póstuma en 1771. 
En sus trabajos abarca una gran variedad de asuntos yendo desde la poesía filosófica y religiosa así como canciones de bar, poemas de amor y poemas ocasionales.
La parte final de su obra, escrita durante su vida en Ribe, está influenciada por el pietismo.
- Ambrosius Stub: Arier og andre poetiske Stykker. Udg. af T.S. Heiberg, København 1771 [2nd ed. 1780].
- Ambrosius Stub: Digte. Udg. med indledning og noter af Erik Kroman [2 vols.], København 1972.